# Teddy Altman
Theodora Grace Altman es un personaje ficticio de la serie de televisión Grey's Anatomy. Interpretada por Kim Raver.

## Antecedentes
Teddy Altman nació aproximadamente en 1975 y estudió medicina en la Universidad de Texas Southwestern Medical Center. Completó su residencia en la Universidad George Washington y trabajó en la Clínica Mayo. En Columbia, ejerció como médico de urgencias. Luego, se unió al ejército como cirujana de trauma, donde conoció a Owen Hunt. Junto a él sirvió en la Guerra de Irak.

## Sexta temporada
Owen, después de estar un tiempo trabajando en el Hospital Seattle Grace, trae con él a Teddy para trabajar allí, pero también para que sea la mentora de su novia Cristina Yang en cirugía cardiotorácica. Teddy admite que ella está enamorada de Owen, pero él le dice que ama a Cristina. Teddy asigna a Cristina una cirugía difícil para su primer caso en solitario y se niega a asistir. Teddy decide dejar Seattle Grace, pero Cristina le ruega que se quede, incluso ofreciendo a romper con Owen sí Teddy continúa enseñándole. Aunque Teddy está de acuerdo en quedarse, convence a Cristina para que siga su relación con Owen, y Teddy brevemente la quita de su servicio.
Teddy desarrolla una gran amistad con la cirujana pediátrica Arizona Robbins (Jessica Capshaw), establece una especie de relación con el cirujano plástico Mark Sloan (Eric Dane). Tienen mucha pasión, algo que ambos disfrutan a pesar de que ella todavía quiere a Owen, y que Mark todavía está enamorado de Lexie Grey (Chyler Leigh). Los dos deciden solo ser amigos, cuando una noche se encuentra en la cama de Mark a la residente Reed Adamson (Nora Zehetner).
Hacia el final de la sexta temporada, Teddy tiene que luchar por su trabajo como Jefe de Cirugía Cardiotorácica. Cristina pide a Owen para poner en buen lugar a Teddy. En última instancia otro candidato se niega a tomar el puesto y Teddy recibe un contrato a tiempo completo.

## Séptima temporada
Teddy tiene una relación clandestina con el Dr. Andrew Perkins, cuyo servicio en el hospital es temporal. Más tarde se encuentra con Henry Burton, un paciente con el Síndrome de von Hippel-Lindau. Como él ya no puede darse el lujo de pagar por su atención médica, Teddy se casa con él para que pueda usar su seguro de salud, y sólo llega a apreciar la gravedad de esta decisión cuando Henry sufre una complicación casi mortal de su enfermedad. Aunque los recién casados mantienen que el suyo es un matrimonio de conveniencia sencilla, y Teddy continúa hasta la fecha con Andrew, más tarde Henry confiesa que siente algo por Teddy. Ella le dice que no lo siente de la misma manera.
Teddy de nuevo elimina a Cristina de su servicio cuando realiza una cirugía a pesar de la oposición de Teddy.
Cuando Andrew regresa y le pide a Teddy trasladarse a Alemania con él, ella acepta y está de acuerdo en el divorcio de Henry. Sin embargo, en el final de la séptima temporada, Teddy cambia de opinión y le dice a Henry que se está enamorando de él.

## Octava temporada
Los dos comienzan su vida de casados correctamente, pero durante la octava temporada, Henry muere en una operación, dejando consternada a Teddy. Ella culpa a Owen porque no le dijo que Henry había muerto hasta después de la cirugía de otro paciente.
Ella y Owen finalmente hacen las paces en el final de temporada. Owen se entera de que le ofrecieron un trabajo en el Comando Médico del Ejército, pero lo rechazó porque quería estar allí para Owen, si él y Cristina iban a separarse. Él en última instancia, la despide y le dice que él va a estar bien.
- Datos: Q2221007